# 留尼旺緋鯉
留尼旺緋鯉為輻鰭魚綱鱸形目鱸亞目鬚鯛科的其中一種，分布西印度洋區，包括馬達加斯加、留尼旺、馬達加斯加等海域，棲息深度100-400公尺，體長可達18公分，為底棲性魚類，屬肉食性。